# Jean-Pierre Vernant
Pour les articles homonymes, voir Vernant.
Jean-Pierre Vernant, né le 4 janvier 1914 à Provins (Seine-et-Marne), mort le 9 janvier 2007 à Sèvres, est un historien, résistant et anthropologue français, spécialiste de la Grèce antique, plus particulièrement de ses mythes et de ses pratiques sacrificielles et rituelles, qui a été directeur d'études à l'École pratique des hautes études puis professeur au Collège de France.
Dans le domaine des études grecques, il fait partie, avec notamment Pierre Vidal-Naquet et Marcel Detienne, d'un courant influencé par les méthodes de l'anthropologie structurale.
Jean-Pierre Vernant (en tant que « colonel Berthier ») a été nommé Compagnon de la Libération en 1946 pour son action dans la Résistance.

## Biographie

### Enfance
Jean-Pierre Vernant est issu d'une famille aux convictions anticléricales, dreyfusardes républicaines, et socialistes,. Son grand-père Adolphe Vernant, né en 1851 à Troyes, fonde en 1887 le journal Le Briard. Journal républicain organe des intérêts de la Brie. Son père Jean-Louis Vernant, né en 1883, en reprend la direction. Initialement exempté du service militaire pour des raisons de santé, il s'engage volontairement lors de la Grande Guerre. Il est tué au combat le 21 juin 1915 au bois de Berthonval, au nord d'Arras. Jean-Pierre Vernant est adopté par la nation et élevé avec ses cousins. 

### Études supérieures
Orphelin de guerre et pupille de la nation, il fait ses études à Paris au lycée Carnot, puis l'hypokhâgne à Louis-le-Grand.
Durant ses études à la Sorbonne, il est membre des Jeunesses communistes et se bat au Quartier latin contre les Camelots du roi. Il y côtoie certains de ses condisciples comme Pierre Hervé ou Valentin Feldman.
Comme son frère Jacques, il fait des études de philosophie : son frère est reçu premier à l'agrégation en 1935 et lui-même est reçu premier en 1937 ; ce cas est unique dans l'histoire de l'agrégation.
Il fait alors son service militaire au 6e régiment des chasseurs alpins, où il se trouve au moment de la déclaration de guerre (septembre 1939) ; sergent-chef dans l'infanterie, il passe par l'école des officiers de réserve et devient aspirant, puis est démobilisé après l'armistice (juin 1940).
Il est alors nommé professeur de philosophie au lycée Pierre-de-Fermat à Toulouse. Aujourd'hui, la salle de conférence du lycée porte son nom.

### La Résistance
A Toulouse, il fait mieux connaissance avec Ignace Meyerson, inventeur de la psychologie historique, dont il avait suivi les cours en Sorbonne avant guerre. Il devient son disciple et, comme lui, décide de s'engager dans la Résistance.
En février 1942, il entre dans la Résistance, rejoignant le mouvement Libération-Sud, fondé par Emmanuel d'Astier de la Vigerie. Il est nommé responsable départemental de l'Armée secrète en novembre 1942. Il participe à la rédaction du journal résistant Action.
Au moment du débarquement de Normandie (6 juin 1944), il passe au maquis ; il est alors le « colonel Berthier », commandant des Forces françaises de l'intérieur de Haute-Garonne ; il organise la libération de Toulouse (19 août) sous les ordres du colonel Ravanel, chef régional des FFI. Après l'accident de moto de celui-ci (septembre 1944), Jean-Pierre Vernant devient chef régional. Parmi ses subordonnés se trouvent les frères Angel qui libèrent André Malraux.

### Carrière universitaire
En 1946, il est nommé professeur au lycée Jacques-Decour à Paris. Il racontera plus tard que, chercheur politiquement engagé comme il l’était, s’il s’était intéressé à l’histoire de l’Antiquité, c’était notamment parce qu’il s’agissait là d’un domaine dans lequel le Parti communiste français n’avait pas d’intérêt politique à agir, espérant ainsi disposer « d’une liberté d’esprit beaucoup plus grande que s’il travaillait dans le domaine de la vie contemporaine ».
En 1948, il entre au CNRS. En 1957, il devient directeur d'études à la VIe section (sciences économiques et sociales), dirigée par Fernand Braudel, de l'École pratique des hautes études, où il reste jusqu'en 1975. À partir de 1960, il a pour auditeurs Pierre Vidal-Naquet et Marcel Detienne, avec lesquels il a collaboré pour certains ouvrages.
En dépit de l'accueil « distant » du « monde officiel des hellénistes », il est soutenu par l'activité éditoriale de François Maspero, qui publie en 1965 Mythe et pensée chez les Grecs, dans la collection de Pierre Vidal-Naquet « Textes à l'appui ». Puis, c'est le comparatiste Georges Dumézil qui lui commande un court essai pour la collection des PUF « Mythes et religions » qui devient Les Origines de la pensée grecque (1962).
Convaincu par la nécessité du comparatisme, il participe, en 1964 à la fondation du Centre de recherches comparées sur les sociétés anciennes, qui est appelé plus tard Centre Louis Gernet, composé essentiellement d'hellénistes et de quelques latinistes.
Il est ensuite élu professeur au Collège de France.

### Engagements de l'après-guerre
Après la guerre, il reste au sein du Parti communiste français.
En 1960, il signe le Manifeste des 121 en faveur de l'insoumission à la guerre d'Algérie. En 1963, il fait partie des soixante personnalités qui appellent à la création de la Ligue nationale contre la force de frappe.
Voyageant pratiquement tous les ans en URSS à partir de 1960, il se rend compte de la réalité du pays. Après la chute de Nikita Khrouchtchev (1964), il se dit convaincu qu'« il n'y a aucune force susceptible de faire bouger cette espèce de société à l'ère glaciaire ». Il quitte le Parti communiste seulement en 1969.
En février 1979, il fait partie des 34 signataires de la déclaration rédigée par Léon Poliakov et Pierre Vidal-Naquet pour démonter la rhétorique négationniste de Robert Faurisson.
Membre du comité de parrainage de la Coordination française pour la Décennie de la culture de paix et de non-violence, il soutient, depuis sa création en 2001, le fonds associatif Non-Violence XXI.
Le 23 octobre 2006, dans le cadre des « Lundis du Collège de France », Jean-Pierre Vernant a donné une conférence sur l'Odyssée au lycée Le Corbusier d'Aubervilliers, établissement classé en ZEP.
Jean-Pierre Vernant, mort le 9 janvier 2007 à son domicile de Sèvres (Hauts-de-Seine), est enterré au cimetière des Bruyères (Sèvres).

## Apport à l'histoire de la Grèce antique
Influencé par Louis Gernet, il se tourne vers l'anthropologie de la Grèce antique.
Dès les années 1970, lui, Pierre Vidal-Naquet et Marcel Detienne sont considérés, à l'origine par leurs collègues hellénistes américains, comme formant une « École de Paris », courant dont les travaux s'inspirent de l'anthropologie structurale, initiée dans le domaine de l'ethnologie par Claude Lévi-Strauss. Cette influence est explicite dès la parution en 1960 de l'article « Le mythe hésiodique des races. Essai d'analyse structurale ». D'une façon générale, cette école accorde de l'importance aux représentations (façons de penser) pour la compréhension de certains faits historiques, mais on lui a reproché, surtout en Italie, d'avoir négligé les faits historiques et l'aspect littéraire et individuel des auteurs, jusqu'au point d'avoir manipulé le texte, notamment en abusant des catégories de la polysémie et de l'ambiguïté.
Stella Georgoudi considère que Jean-Pierre Vernant « a ouvert une brèche dans l’univers souvent clos et conservateur de la recherche sur le monde antique. D’article en article, d’un ouvrage à l’autre, il renouvelle, voire révolutionne, l’approche de la Grèce ancienne, en privilégiant une démarche pluridisciplinaire, en faisant appel non seulement à la philosophie, la psychologie historique et à l’anthropologie sociale, mais aussi à la philologie, à l’histoire ou à l’iconographie ». Dans ses écrits, Vernant s'interroge sur la manière dont l'homme grec ancien s'est construit et transformé dans ses façons d’agir et de penser. La religion tient une place considérable dans ses travaux et en particulier les mythes grecs.
Il s'est souvent exprimé sur ce qu'il y a de commun mais aussi de différent entre les Grecs et l'Occident moderne, notamment en ce qui concerne la pratique de la démocratie.

## Publications

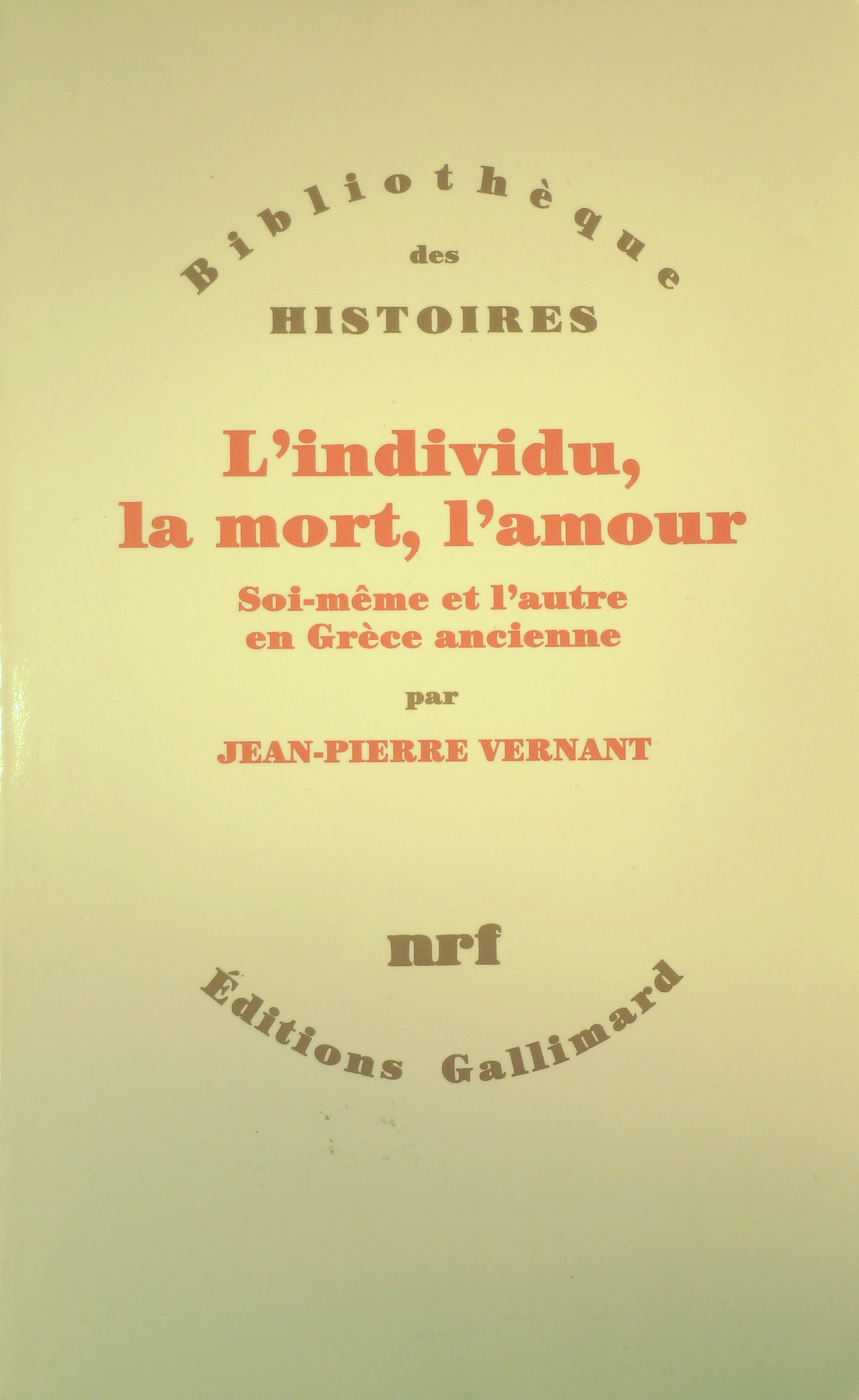
L’individu, la mort, l’amour. paru en 1989 dans la collection Bibliothèque des Histoires de Gallimard.

- Œuvres, Religions, Rationalités, Politique, Paris, Le Seuil, 2007.

### Ouvrages
- Les Origines de la pensée grecque, Paris, CNRS, collection « Mythes et religions », 1962 ; 10e édition : Presses Universitaires de France, coll. « Quadrige », 2007  (ISBN 978-2-13-054565-1).
- Mythe et Pensée chez les Grecs. Études de psychologie historique, Paris, Éditions Maspero, 1965 ; rééd. Paris, La Découverte, 2007.
- Mythe et Société en Grèce ancienne, Paris, Éditions Maspero, 1974
- Religion grecque, religions antiques, Paris, Éditions Maspero, 1976.
- Religion, histoires, raisons, Paris, Éditions Maspero, 1979.
- La Mort dans les yeux. Figures de l’autre en Grèce ancienne, Paris, Hachette, 1985.
- L’individu, la mort, l’amour. Soi-même et l’autre en Grèce ancienne, Paris, Gallimard, 1989.
- Mythe et Religion en Grèce ancienne, Paris, Éditions du Seuil, 1990. - rééd. 2014
- Figures, idoles, masques, Paris, Julliard, 1990.
- Entre mythe et politique, Paris, Le Seuil, 1996.
- L’Univers, les dieux, les hommes. Récits grecs des origines, Paris, Le Seuil, 1999.
- Ulysse et Persée, Paris, Bayard, collection « Parler de la Grèce avec les enfants », 2004.
- La Traversée des frontières, Paris, Le Seuil, « La librairie du XXIe siècle », 2004, rééd. « Points Essais ».
- Pandora, la première femme, Paris, Éditions Bayard, 2005 [reprise d'une conférence donnée à la Bibliothèque nationale de France le 6 juin 2005]
- L'Odyssée, Paris, Bayard, « Collège de France », 2011  (ISBN 9782227483101)

### Direction d'ouvrages
- Problèmes de la guerre en Grèce ancienne, Paris-La Haye, Mouton, 1968.
- L’Homme grec, Paris, Le Seuil, 1993.
- En codirection avec Gherardo Gnoli, La mort, les morts dans les sociétés anciennes, Paris, Maison des Sciences de l’Homme, 1990.
- En codirection avec Stella Georgoudi, Les Mythes grecs au figuré de l’antiquité au baroque, Paris, Gallimard, 1996.

### Ouvrages en collaboration
- Avec Jean Bottéro et Clarisse Herrenschmidt, L’Orient ancien et nous, Paris, Albin Michel, 1996.
- Avec Françoise Frontisi-Ducroux, Dans l’œil du miroir, Paris, Odile Jacob, 1997.

Avec Pierre Vidal-Naquet
- Mythe et Tragédie en Grèce ancienne, Paris, Éditions Maspero, 1972
- Mythe et Tragédie, II, Paris, La Découverte, 1986
- Travail et Esclavage en Grèce ancienne, Bruxelles, Complexe, 1988
- La Grèce ancienne
  - Tome I : Du mythe à la raison, Paris, Le Seuil, 1990
  - Tome II : L’Espace et le Temps, Paris, Le Seuil, 1991
  - Tome III : Rites de passage et transgression, Paris, Le Seuil, 1992
- Œdipe et ses mythes, Bruxelles, Complexe, 1994

Avec Marcel Detienne
- Les Ruses de l’intelligence. La métis des Grecs, Paris, Flammarion, 1974
- La Cuisine du sacrifice en pays grec, Paris, Gallimard, coll. « Bibliothèque des histoires », 1979, 336 p. (ISBN 978-2-07-028655-3)

### Articles
- Jean-Pierre Vernant, Claude Frontisi et François Lissarrague, « Jean-Pierre Vernant et l’image », Perspective, vol. 1,‎ 2006, p. 10-24 (ISSN 1777-7852, lire en ligne, consulté le 9 octobre 2023).

## Distinctions

### Décorations
- Commandeur de la Légion d'honneur
- Grand-croix de l'ordre national du Mérite
- Compagnon de la Libération par décret du 18 janvier 1946[23]
- Croix de guerre 1939–1945, palme de bronze
- Officier de l'ordre des Arts et des Lettres
- Commandeur de l'ordre du Phénix (Grèce)

### Récompenses
- Prix Amic de l'Académie française, 1980[24]
- Médaille d'or du CNRS, 1984[25]
- Prix de l'Union rationaliste, 1986[26]
- Premio di Storia, San Marino, 1991
- American Academy Award for Humanistic Studies, 1992

### Docteurhonoris causa
- Université de Chicago
- Université de Bristol
- Université de Dublin
- Université de Naples
- Université d'Oxford
- Université Masaryk de Brno (1998)[27]
- Université de Crète (2002)
- Nouvelle Université Bulgare (2004)

### Membres d'académies étrangères
- Membre associé de l'Académie royale de Belgique
- Foreign honorary Member de l’American Academy of Arts and Sciences
- Corresponding Fellow de la British Academy
- Honory Member de la Society for the Promotion of Hellenic Studies
- Membre de l'Academia Europaea